# Alexander von Schelting
Alexander von Schelting (* 14. März 1894 in Odessa; † 4. November 1963 in Montreux) war ein russischstämmiger Soziologe, der in Deutschland, den USA und der Schweiz wissenschaftlich tätig war.

## Leben
Alexander von Schelting entstammt einer holländischen Familie, die ins Kaiserreich Russland ausgewandert war und dort einflussreiche Positionen in der Verwaltung besetzte. Er war der Enkel des Konteradmirals Woldemar Wybrand Scheltinga. Er studierte bis zum Sommer 1914 Rechtswissenschaft in Kiew. In Deutschland vom Ausbruch des Ersten Weltkrieges überrascht und als „feindlicher Zivilinternierter“ festgesetzt, nahm er das Studium ab 1918/19 in Heidelberg wieder auf. Er schloss sein Studium der Nationalökonomie, der Philosophie, der allgemeinen Staatslehre und des Staatsrechtes im Sommer 1922 mit einer Dissertation über Max Weber ab.
Er gab  bald  danach (bis 1932) zusammen mit Emil Lederer, Werner Sombart, Joseph Schumpeter und Alfred Weber die seinerzeit führende soziologischen Fachzeitschrift Archiv für Sozialwissenschaften und Sozialpolitik heraus. Kurz nach seiner Habilitation in Heidelberg 1933 mit einer Arbeit über Die Grenzen der Soziologie des Wissens emigrierte er in die USA. Dort untersuchte er 1934/35 als Research Fellow mit einem Stipendium der Rockefeller-Stiftung die amerikanische Soziologie. Vom Herbst 1936 bis zum Sommer 1938 lehrte er an der Columbia University in New York. Zusammen mit Edward Shils, Talcott Parsons und A. M. Henderson wirkte er an der Übersetzung des ersten Teils von Max Webers Schlüsselwerk Wirtschaft und Gesellschaft mit, die 1947 erschien (Max Weber: The Theory of Social and Economic Organization). Schelting hielt sich während des Zweiten Weltkrieges in der Schweiz auf. Von 1948 bis 1953 war er  wissenschaftlicher Mitarbeiter der UNESCO. Von 1953/54 an lehrte er Soziologie an der Universität Zürich und. Er starb 1963.
Sein Interesse richtete sich vorwiegend auf die Methodologie der Sozialwissenschaften und insbesondere auf die Wissenssoziologie. In seiner Zürcher Zeit konzentrierte sich von Schelting auf die russische Geistesgeschichte, was in Zusammenhang mit seiner Biographie gesehen werden kann. Erst spät wurde sein Wirken in der soziologischen Fachöffentlichkeit gewürdigt.

## Werke
- Die logische Theorie der historischen Kulturwissenschaft von Max Weber und sein Begriff des Idealtypus. Dissertation. In: Archiv für Sozialwissenschaft und Sozialpolitik. Band 49, [1922], S. 623–767.
- Eine „Einführung in die Methodenlehre der Nationalökonomie“. [Rezension]. In: Archiv für Sozialwissenschaft und Sozialpolitik. Band 54 [1925/26], S. 212–228.
- Max Webers Wissenschaftslehre. J.C.B. Mohr, Tübingen 1934.
- Russland und Europa im russischen Geschichtsdenken. Auf der Suche nach der historischen Identität. A. Francke, Bern 1948. (neu hrsg. u. mit einem Nachwort von Christiane Uhlig: edition tertium: Ostfildern 1997, ISBN 3-930717-41-7)
- Russland und der Westen im russischen Geschichtsdenken der zweiten Hälfte des 19. Jahrhunderts. Aus dem Nachlass hrsg. u. eingel. von Hans-Joachim Torke. Harrassowitz, Wiesbaden 1989, ISBN 3-447-02887-4.